# Queer Palm

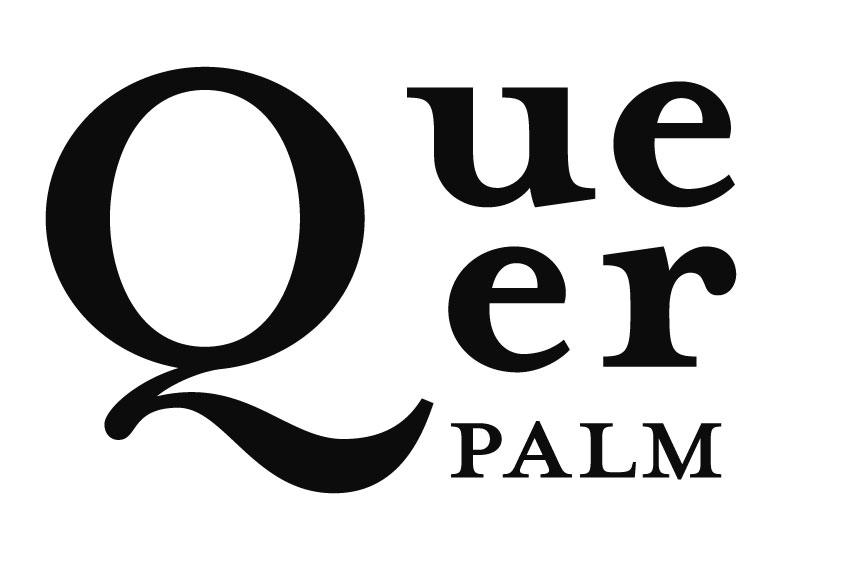
Logo

La Queer Palm è un premio cinematografico indipendente assegnato ai film a tematica LGBT nel corso del Festival di Cannes, fondato nel 2010 dal giornalista Franck Finance-Madureira, che cura ogni anno l'organizzazione.

## Storia
Sponsorizzato da Olivier Ducastel e Jacques Martineau, registi di La strada di Félix, Questa casa non è un albergo e L'arbre et la forêt, questo premio riconosce un film per il suo trattamento delle tematiche LGBT (lesbiche, gay, bisessuali e transgender), tra i film presentati in tutte le selezioni del festival; Un Certain Regard, Settimana internazionale della critica e Quinzaine des Réalisateurs.

## Palmarès

### Anni 2010
- 2010
  - Lungometraggio: Kaboom, regia di Gregg Araki (Stati Uniti/Francia)
  - Cortometraggio: non assegnato
- 2011
  - Lungometraggio: Beauty (Skoonheid), regia di Oliver Hermanus (Sudafrica/Francia)
  - Cortometraggio: non assegnato
- 2012
  - Lungometraggio: Laurence Anyways e il desiderio di una donna... (Laurence Anyways), regia di Xavier Dolan (Canada)
  - Cortometraggio: Ce n'est pas un film de Cowboy, regia di Benjamin Parent (Francia)
- 2013
  - Lungometraggio: Lo sconosciuto del lago (L'Inconnu du lac), regia di Alain Guiraudie (Francia)
  - Cortometraggio: non assegnato
- 2014
  - Lungometraggio: Pride, regia di Matthew Warchus (Regno Unito)[1]
  - Cortometraggio: non assegnato
- 2015
  - Lungometraggio: Carol, regia di Todd Haynes (Stati Uniti)
  - Cortometraggio: non assegnato
- 2016
  - Lungometraggio: Les vies de Thérèse, regia di Sébastien Lifshitz (Francia)
  - Cortometraggio: Gabber Lover, regia di Anna Cazenave-Caldwell (Francia)
- 2017
  - Lungometraggio: 120 battiti al minuto (120 battements par minute), regia di Robin Campillo (Francia)
  - Cortometraggio: Les îles, regia di Yann Gonzalez (Francia)
- 2018
  - Lungometraggio: Girl, regia di Lukas Dhont (Belgio)
  - Cortometraggio: O órfão, regia di Carolina Markowicz (Brasile)
- 2019
  - Lungometraggio: Ritratto della giovane in fiamme (Portrait de la jeune fille en feu), regia di Céline Sciamma
  - Cortometraggio: La Distance entre le ciel et nous, regia di Vasilis Kekatos

### Anni 2020
- 2020: a causa della pandemia di CoViD-19, il festival non ha avuto luogo
- 2021
  - Lungometraggio: Parigi, tutto in una notte (La Fracture), regia di Catherine Corsini
  - Cortometraggio: La caída del vencejo, regia di Gonzalo Quincoces / Frida, regia di Aleksandra Odić
- 2022
  - Lungometraggio: Joyland, regia di Saim Sadiq
  - Cortometraggio: Dāng wǒ xiǎng nǐ de shíhòu, regia di Shuli Huang
- 2023
  - Lungometraggio: Kaibutsu, regia di Hirokazu Kore'eda
  - Cortometraggio: Boléro, regia di Nans Laborde-Jourdàa

## Giurie

### Anni 2010
- 2010
  - Benoît Arnulf – direttore artistico di Rencontres In&Out, festival del cinema gay e lesbico di Nizza
  - Florence Ben Sadoun - direttrice della redazione di Première
  - Romain Charbon – giornalista cinematografico
  - Mike Goodridge – direttore della pubblicazione Screen International
  - Xavier Leherpeur – giornalista cinematografico di Studio Ciné Live e Canal+
  - Ivan Mitifiot – coordinatore del festival gay lesbico di Lione
  - Pascale Ourbih – presidente del festival Chéries-Chéris
  - Brian Robinson – programmatore del festival di cinema gay lesbico di Londra
- 2011
  - Elisabeth Quin – Paris Première (Presidente di Giuria)
  - Thomas Abeltshauser – giornalista di Männer, Die Welt, Winq
  - Fred Arends – Festival Pink Screens di Bruxelles
  - Esther Cuénot – Festival Cinémarges di Bordeaux
  - Gérard Lefort – Libération
  - Roberto Schinardi – Il Manifesto, Pride, Gay.it
- 2012
  - Julie Gayet – attrice e produttrice TV (Presidente di Giuria)
  - Sam Ashby - editore e disegnatore di manifesti
  - Jim Dobson – direttore di US Indie PR
  - Sarah Neal – responsabile della programmazione del Brisbane Queer Film Festival
  - Frédéric Niolle – aiuto regista e giornalista di Canal+ Cinéma, Paris Première, Radio France
  - Moria Sullivan - docente universitaria, critica e regista
- 2013
  - João Pedro Rodrigues – regista e sceneggiatore
  - Daniel Dreifuss – produttore
  - Annie Maurette –
  - Nicolas Gilson – critico
  - Michel Reihac – scrittore e regista
- 2014
  - Bruce LaBruce - regista e sceneggiatore (Presidente)
  - Anna Margarita Albelo - regista
  - João Ferreira, direttore artistico del Queer Lisboa festival
  - Charlotte Lipinska - attrice e giornalista
  - Ricky Mastro - direttore dei Recifest film festival
- 2015
  - Desiree Akhavan - attrice e regista (Iran) - presidente di giuria
  - Ava Cahen - giornalista (Francia)
  - Elli Mastorou - giornalista cinematografico (Belgio)
  - Nadia Turincev - produttrice cinematografica (Francia)
  - Laëtitia Eïdo - attrice (Francia)
- 2016
  - Olivier Ducastel e Jacques Martineau - registi (Francia) - presidenti di giuria
  - Émilie Brisavoine - attrice e regista (Francia)
  - Joao Federici - programmatore del Festival Mix del Brasile (Brasile)
  - Marie Sauvion - giornalista (Francia)
- 2017
  - Travis Mathews - regista e sceneggiatore (Stati Uniti d'America) - presidente di giuria
  - Didier Roth-Bettoni, giornalista
  - Lidia Leber Terki, regista
  - Yair Hochner, regista e direttore del festival LGBT di Tel Aviv
  - Paz Lazaro, responsabile della programmazione della sezione "Panorama" della Berlinale
- 2018
  - Sylvie Pialat, sceneggiatrice e produttrice (Francia) - presidente di giuria
  - Pepe Ruiloba, programmatore e coordinatore del Premio Maguey al Festival internazionale del cinema di Guadalajara (Messico)
  - Dounia Sichov, attrice, montatrice e produttrice (Francia)
  - Morgan Simon, sceneggiatore e regista (Francia)
  - Boyd van Hoeij, giornalista e critico cinematografico (Paesi Bassi)
- 2019
  - Virginie Ledoyen, attrice (Francia) - Presidente di giuria
  - Claire Duguet, direttrice della fotografia, regista, sceneggiatrice e produttrice (Francia)
  - Kee Yoon Kim, attrice e comica (Francia)
  - Filipe Matzembacher, regista, sceneggiatore e produttore (Brasile)
  - Marcio Reolon, regista, sceneggiatore, produttore e attore (Brasile)